# Moritzburg (Halle (Saale))
Die Moritzburg ist eine als Museum rekonstruierte Burgruine in Halle (Saale). Im Jahr 1484 wurde der Grundstein für die spätere Residenz der Magdeburger Erzbischöfe gelegt. Sie wurde im Stil der Spätgotik errichtet und ist heute eines der imposantesten Bauwerke der Saalestadt Halle.
Im Dreißigjährigen Krieg wurde die Moritzburg 1637 durch ein Feuer in weiten Teilen beschädigt und 1639 sprengten sächsische Truppen die Südwest-Bastion mit einer Mine, um die schwedische Besatzung zur Aufgabe zu zwingen. Danach blieb die Burg weitgehend Ruine und der Wohnsitz des Magdeburger Erzbischofs wurde auch offiziell in die benachbarte, 1531 erbaute Neue Residenz verlegt.
Seit 1904 beherbergt die Moritzburg vor allem ein Kunstmuseum mit überregionaler Ausstrahlung. Von 2005 bis Dezember 2008 wurden Nord- und Westflügel von den Architekten Enrique Sobejano und Fuensanta Nieto zur Erweiterung der Ausstellungsfläche ausgebaut. Seit dem 13. Dezember 2008 ist das erweiterte Kunstmuseum zugänglich. Die Moritzburg ist eine Liegenschaft der Kulturstiftung Sachsen-Anhalt.

## Entstehungsgeschichte

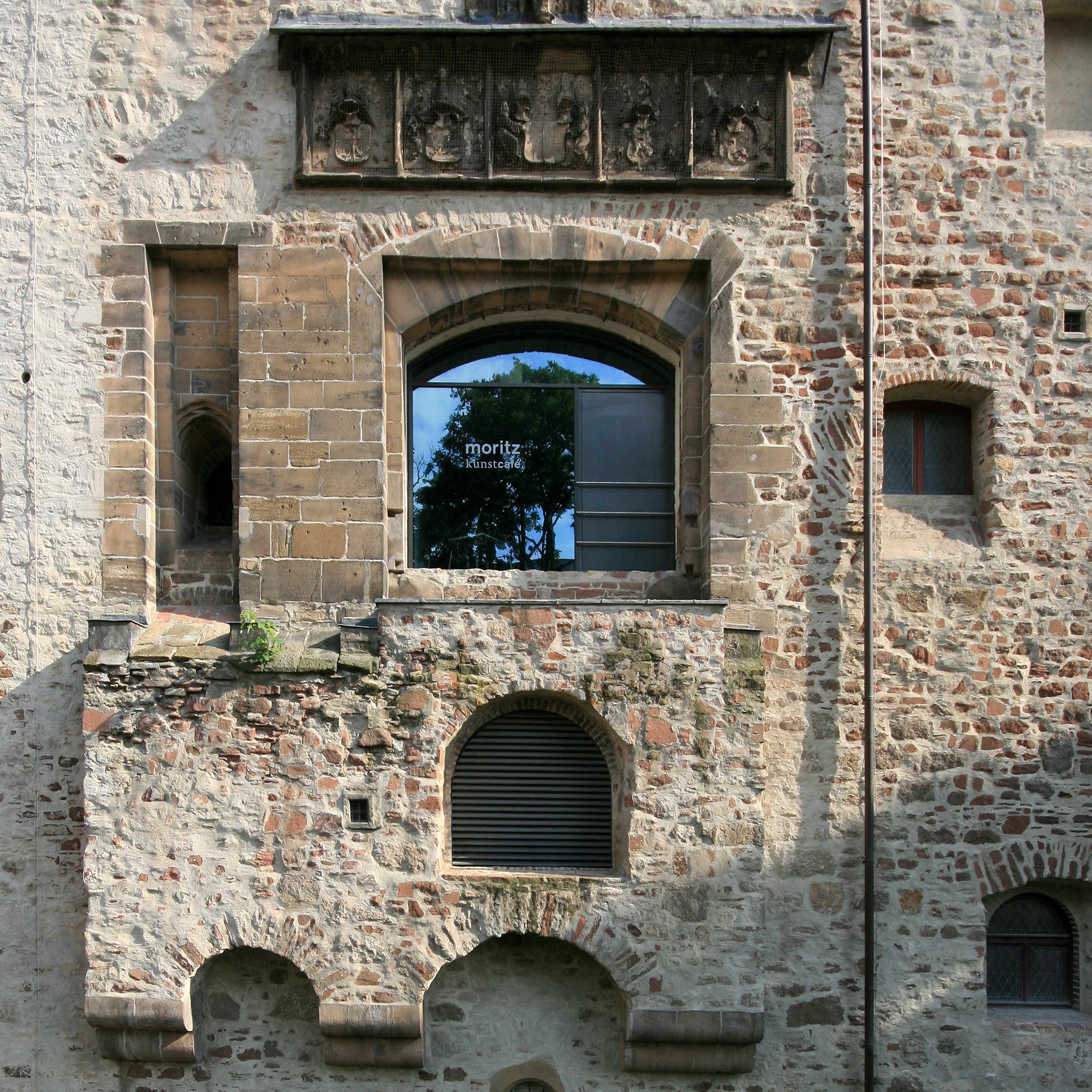
Altes Burgtor an der Nordseite

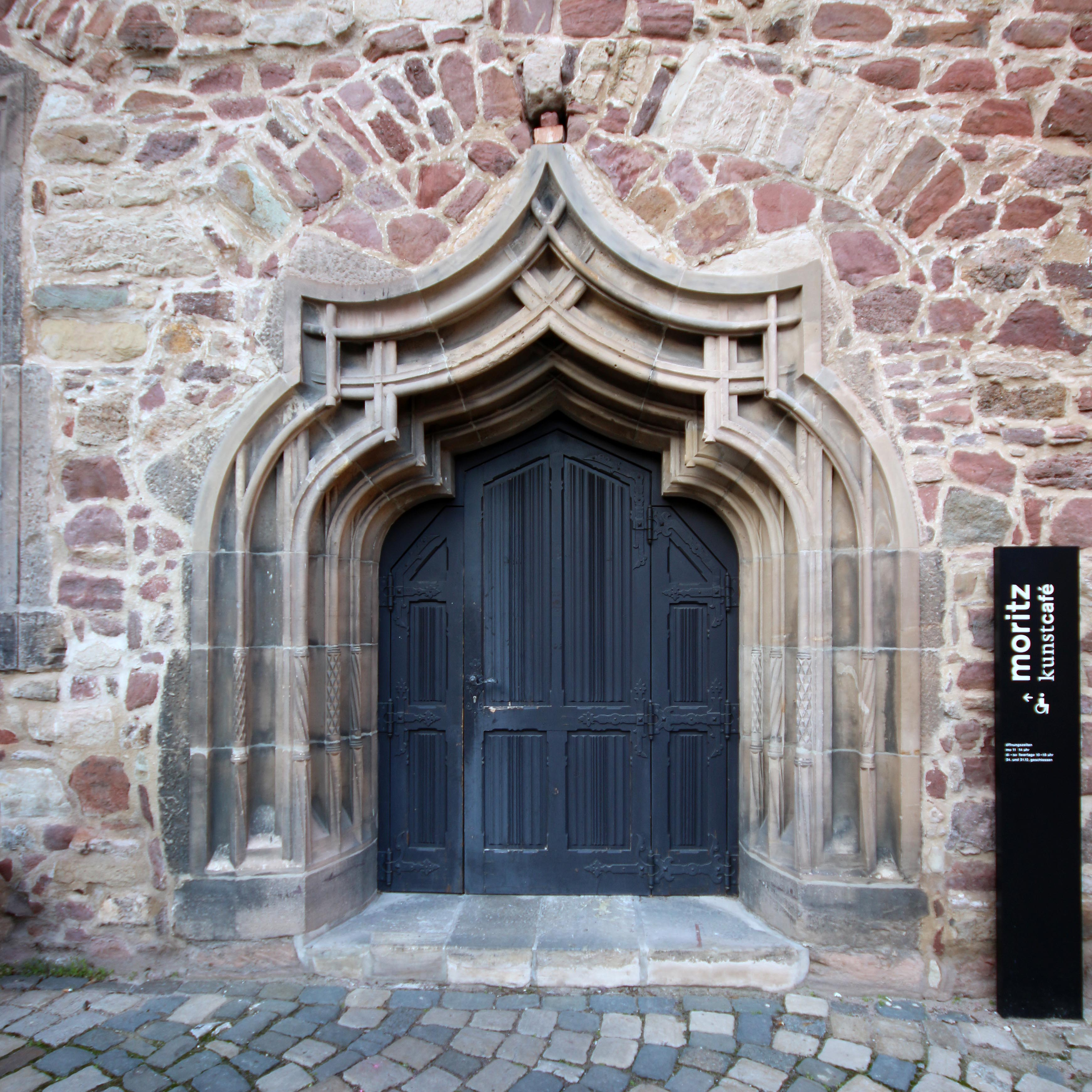
Tür im Nordflügel

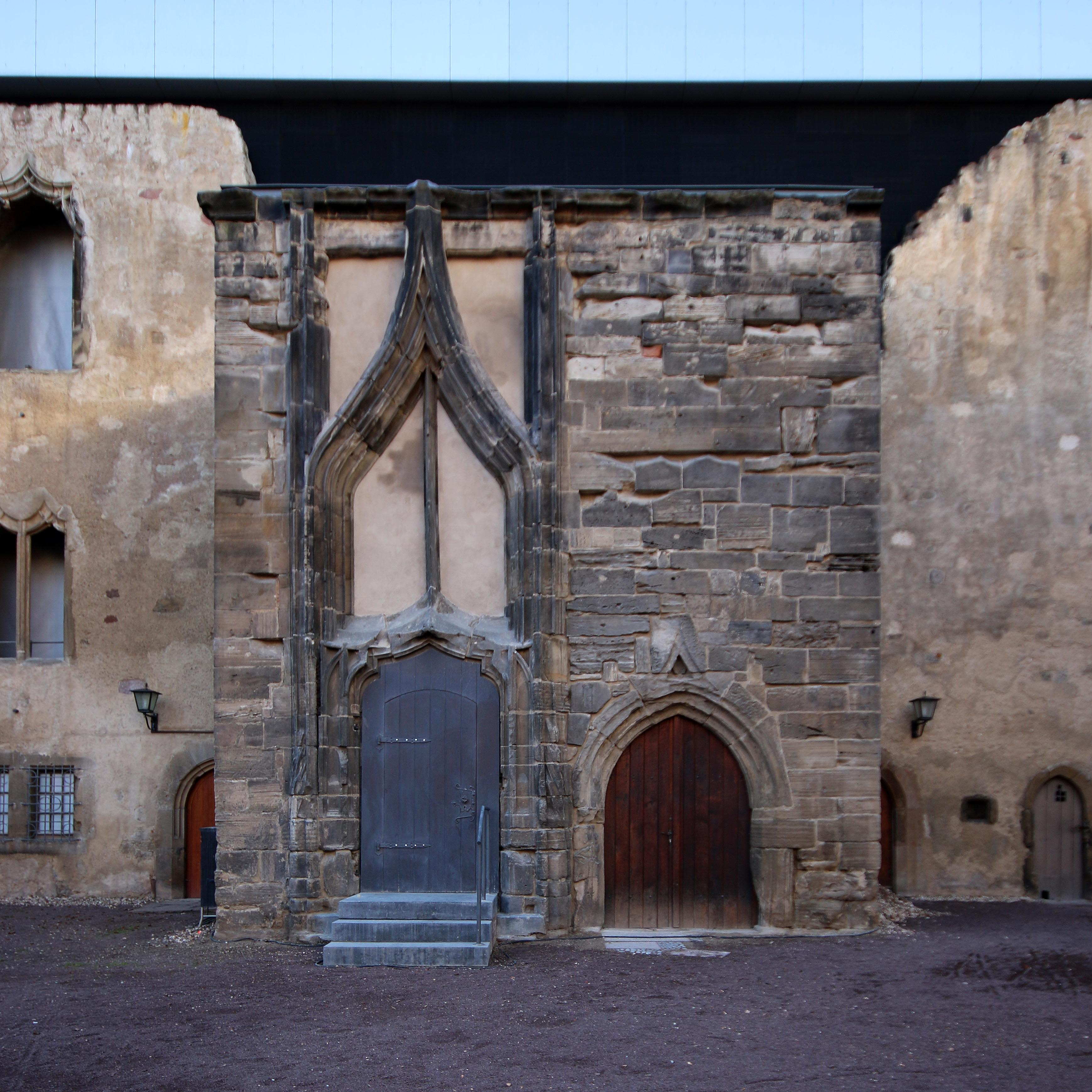
Mittelrisalit des Westflügels

Die Geschichte der Moritzburg ist eng mit der Geschichte der Stadt Halle verbunden. Bereits im 13. Jahrhundert gelang es der starken Pfänneraristokratie, die Stadt durch den Kauf von Freiheiten und Privilegien immer mehr vom Einfluss des Landesherren, dem Erzbischof von Magdeburg, zu befreien. 1263 hatte Halle praktisch schon die politische Autonomie erreicht.
Im 15. Jahrhundert entwickelte sich aus den wichtigen Handwerksinnungen eine Opposition, die nach Sitz und Stimme im Rat strebte, der vom alten städtischen Patriziat, den Pfännern, beherrscht wurde. Die Opposition verbündete sich mit dem Landesherren und öffnete 1479 den erzbischöflichen Truppen die Stadttore. Nach kurzer Gegenwehr zog der erst 14-jährige Erzbischof Ernst von Wettin in die Stadt ein. Den Untergang der städtischen Freiheit besiegelte die auf dem Calber Landtag 1479 erlassene Regimentsordnung. Der Beschluss lautete: … sondern Verzug bei oder in Halle ein festes Schloss zu erbauen, um die Stadt besser in Gehorsam, Unterwürfigkeit und Ruhe zu erhalten.

## Baugeschichte
Unverzüglich wurde mit den Bauarbeiten begonnen. Im April 1479 begannen erste Vermessungsarbeiten. Die Suche nach einem passenden Standort gestaltete sich aber aufgrund der schlechten Bodenbeschaffenheit als schwierig. Man fand ihn dann nicht mehr außerhalb, sondern unter Einbeziehung der Stadtmauer auf dem Gelände des ehemaligen Judendorfes im Nordwesten der Stadt. In einer festlichen Prozession am 25. Mai 1484 legte Erzbischof Ernst persönlich den Grundstein zu seiner neuen Residenz, einem festen Schloss, das nach dem Schutzpatron des Landes, St. Mauritius, Moritzburg benannt wurde. Ernst von Wettin und, die Pläne erweiternd, sein Nachfolger Albrecht von Brandenburg haben mit der Moritzburg erstmals in Deutschland ein Residenzprogramm entwickelt.
Die Moritzburg zeigt Formen der ausklingenden Gotik. Doch der fast regelmäßige Grundriss, das einheitliche Geschossniveau und die repräsentative Wirkung der horizontal betonten Fassaden belegen, dass es sich um eine frühneuzeitliche Anlage handelt. Die Moritzburg kombiniert die Begriffe Festung und Schloss. Sie vereint die repräsentativen Wohnbedürfnisse und den Wehrzweck.
Die Bauleitung hatte zu Beginn der aus Ostpreußen stammende Peter Hanschke inne. Andreas Günther, Generalbaumeister der Erzbistümer Mainz und Magdeburg, legte ab 1533 erweiterte Wälle und Schanzen und wohl auch die niedrigen runden Bastionen an der Ostseite an. Der Entwurf für die Magdalenenkapelle wird Ulrich von Smedeberg zugeschrieben.
Am 25. Mai 1503 konnte Erzbischof Ernst in den imposanten Bau einziehen. Seine ARX INSUPERABILIS (unüberwindliche Festung) finanzierte er vor allem aus den 1479 eingezogenen Solgütern der Halleschen Pfänner. Der Bau hatte, so verkündete Ernst auf dem Landtag 1507 gegenüber den Ständen, über 150.000 Gulden gekostet.

## Schloss

### Beschreibung
Der Grundriss bildet ein fast regelmäßiges Viereck von etwa 72 mal 85 Metern Seitenlänge. Als Baumaterial für die Moritzburg wurden hauptsächlich Bruchsteine verwendet. Ein 20 bis 25 Meter breiter und 10 Meter tiefer, früher sumpfiger Graben umgibt die Süd-, Ost- und Nordseite. Die Westseite war durch ein gestaffeltes Zwingersystem zur Saale hin geschützt. Vor der Nordfront liegt der 1536–1538 aufgeworfene Wall der Jägerschanze.
Der Innenhof, groß genug für Festlichkeiten, Prozessionen oder Ritterspiele, ist auf das Niveau der Straßen der Stadt aufgeschüttet.

#### Westflügel

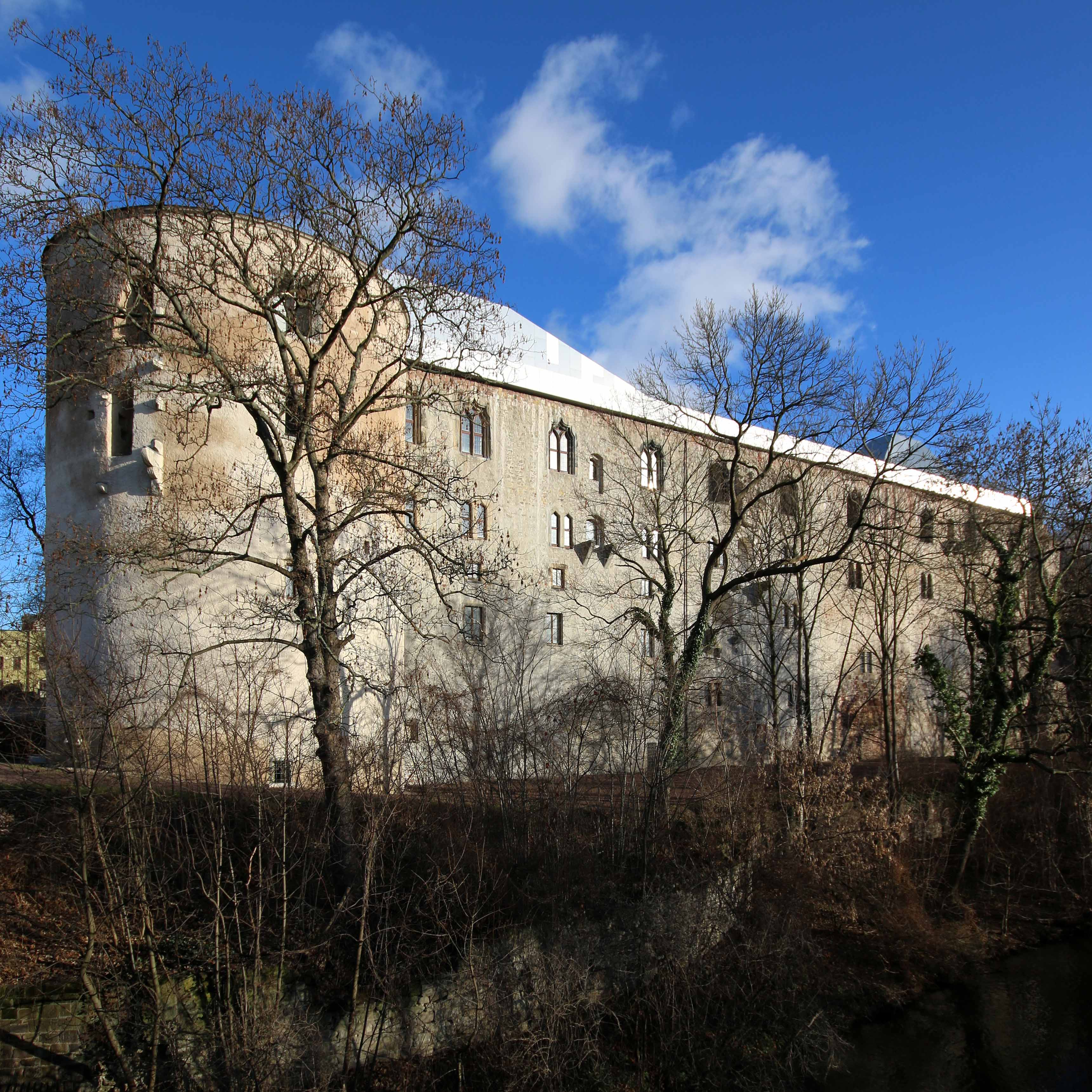
Westflügel

Der Westflügel ist die Haupt- und Schauseite der Burg. Seine Obergeschosse waren zu prächtigen Hallen ausgebaut. Die Gewölbe des oberen Untergeschosses werden heute vom Museum für Ausstellungen genutzt. Dort befanden sich vermutlich auch die Räume für die Besatzung. Darüber lagen, heute zum größten Teil Ruine, zwei Geschosse: die erzbischöflichen Prunk- und Staatsgemächer. Im nördlichen Teil befanden sich die Wohnräume des Fürsten und die erzbischöfliche Bibliothek. Äußerst bemerkenswert ist das nur noch rudimentär erhaltene Treppenhaus in der Mitte der Hoffront. Es handelt sich hier um eine der ersten Treppen im deutschsprachigen Raum überhaupt, die in den Baukörper hineingreift und nicht außen vorgebildet ist.

#### Nordflügel

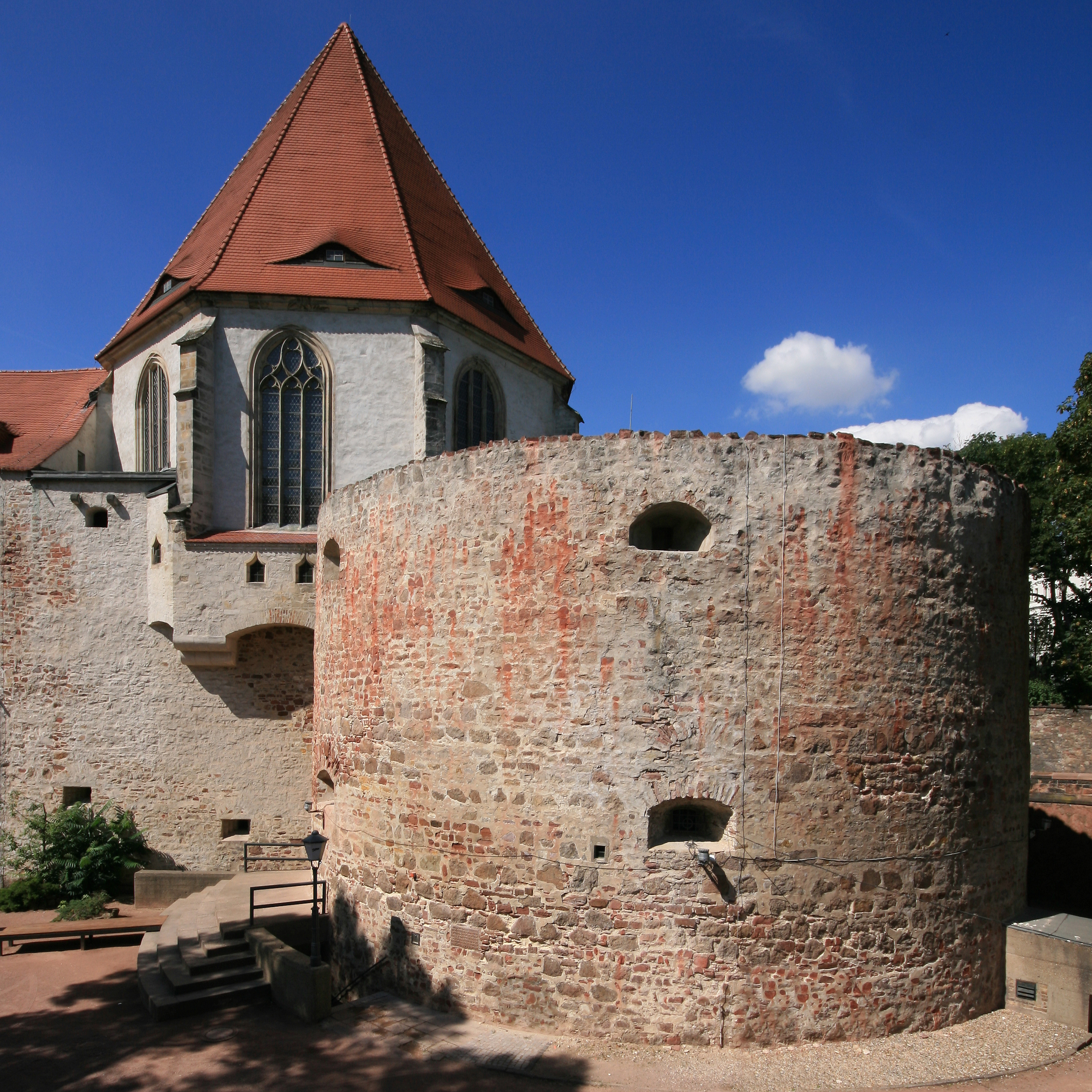
Maria-Magdalenen-Kapelle und Nordostturm mit Studentenclub „Turm“

Im Nordflügel der Burg lag der ursprüngliche Hauptzugang. Er ist noch heute durch ein sehr schönes Wappenfries erkennbar. Dieser Zugang wurde 1616 aufgegeben und vermauert. Über den Kellergeschossen lagen zwei Stockwerke, die als Kanzlei für die Beamten und als Archiv dienten. Anlässlich des 200-jährigen Bestehens der Halleschen Universität wurden 1894 Fecht- und Turnsäle eingebaut und bis 1990 für den Sportunterricht genutzt. Neben den Wohngebäuden war die Schlosskapelle die wohl wichtigste Bauaufgabe an der Moritzburg, auch wenn der Baubeginn erst zwei Jahre nach dem Einzug im Jahr 1505 zu datieren ist. 1509 wird sie Maria Magdalena geweiht.

#### Ostseite
In der Mitte der Ostseite befindet sich der Eingangsturm zur Stadt hin. Der Turm war ein Wohnturm mit einer Kapelle im untersten Geschoss. Um einen direkten Beschuss der Toranlage zu verhindern, wurde die Einfahrt in einem leichten Bogen gebaut. Der Ostflügel bestand ursprünglich aus einem schmalen zweistöckigen Wehrgang. Das untere Geschoss war mit Arkadenbögen geöffnet und mit Schießscharten ausgestattet. Im Jahr 1777 wurde für die preußische Garnison im nördlichen Teil das barocke, nach der Funktion „Lazarettbau“ genannte Gebäude auf den alten Grundmauern des Wehrgangs errichtet. Die südöstliche Bastion wurde 1913 für das Museum ausgebaut. Im nordöstlichen Turm befindet sich heute der Studentenclub „Turm“, der 1972 anlässlich der X. Weltfestspiele in Berlin als FDJ-Studenteninitiative ausgebaut wurde.

#### Südseite
Die Südseite ist heute nicht mehr original erhalten. Hier befanden sich die Wirtschaftsgebäude, die Küche außerdem die Wohnung des Burghauptmanns und die lebensnotwendigen Brunnen. Die Stallungen sind ebenfalls hier zu vermuten. In dem hohen Gewölbe unter der Hofebene war von 1582 bis 1680 die erzbischöfliche Münzstätte eingerichtet. Auf den Grundmauern des in Fachwerk ausgeführten Wirtschaftsgebäudes wurde von 1901 bis 1904 das Talamt als Museumsneubau wiedererrichtet. Zwei Prunkräume aus dem ursprünglich am Hallmarkt stehenden und bereits 1881 wegen Straßenerweiterungen abgerissenen Talamt, das Gerichts- und das Festzimmer, wurden in den Neubau integriert. Das Talamt der Halloren, von 1594 bis 1607 erbaut, war der Sitz des Salzgrafen und des Talgerichtes sowie das Zunfthaus der Halloren.

### Geschichte

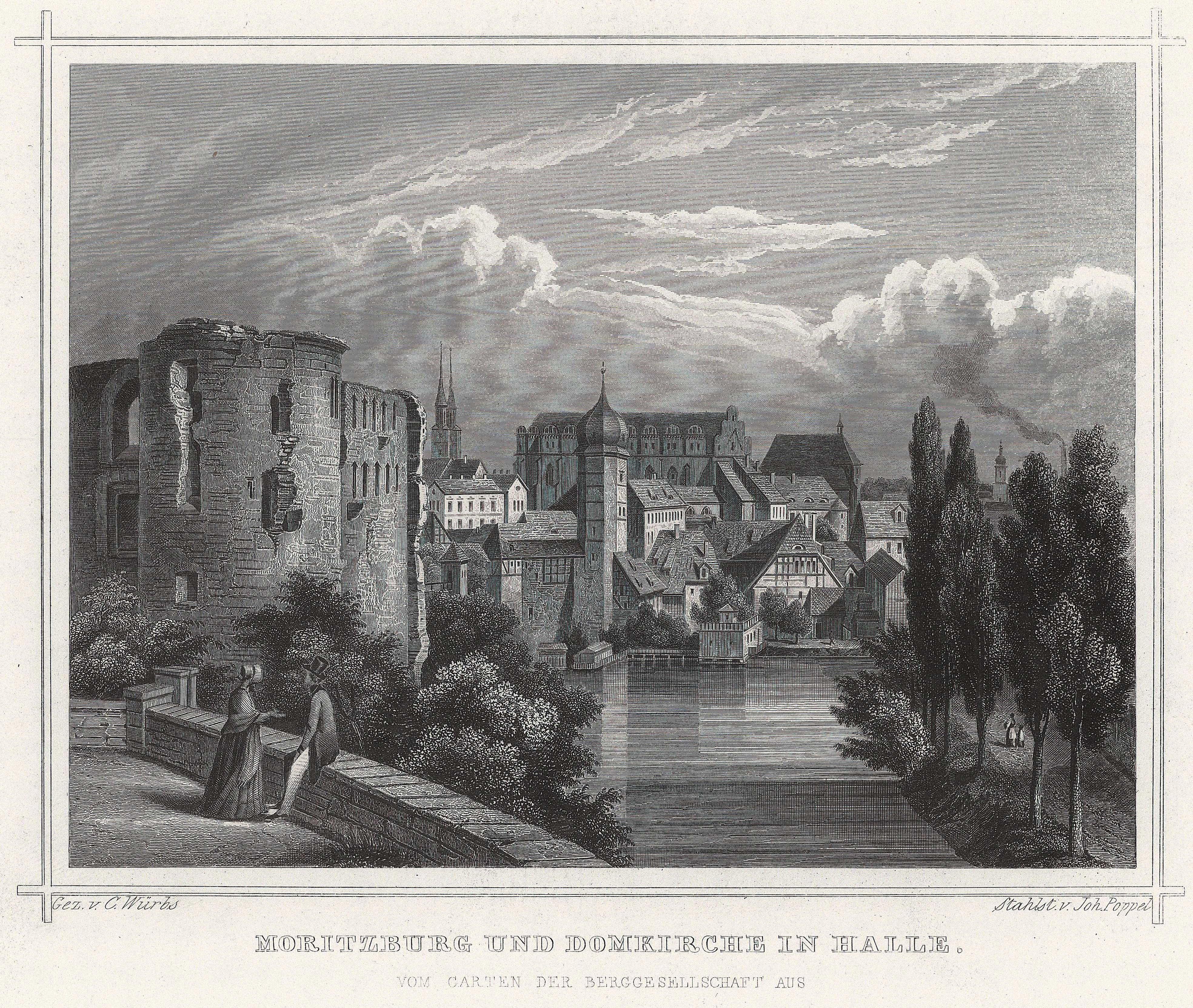
Johann Gabriel Friedrich Poppel nach Karl Würbs,
Moritzburg und Stadt Halle (Saale) vom Jägerberg gesehen um 1855

Die Regierungszeit des Bauherren, Ernst von Wettin, ist zum einen durch den Sieg über Halle 1479, zum anderen auch durch seine vielfältige Förderung der neuen Residenzstadt charakterisiert.

#### Anfänge bis zur Reformation
Sein Nachfolger war der 1513 gewählte Albrecht V. von Brandenburg. Als Erzkanzler des Reiches, Kardinal, Erzbischof und Kurfürst von Mainz, Erzbischof von Magdeburg, und Administrator von Halberstadt stand er mit seiner Lieblingsresidenz, der Moritzburg, im Brennpunkt der europäischen Geschichte. 1517 holte er den Dominikaner Johann Tetzel in die Moritzburg und veranlasste einen Aufschwung des Ablasshandels. Er finanzierte damit seine große Reliquiensammlung, das sogenannte Hallesche Heiltum. Das in der Burgkapelle aufgestellte und dann in den Dom überführte Heiltum umfasste nach intensiver Sammlung 353 Reliquiare mit 21.484 Einzelreliquien, darunter 42 Ganzkörperreliquien. Es war die bedeutendste Sammlung dieser Art in Deutschland. Nach der Durchsetzung der Reformation in Halle gab Albrecht die Stadt verloren und zog sich nach Mainz zurück.
Während des Schmalkaldischen Krieges wurde die Moritzburg von kaiserlichen Truppen besetzt. Am 10. Juni 1547 zog Kaiser Karl V. nach seinem Sieg in der Schlacht bei Mühlberg in Halle ein. Sein Heerführer, Herzog von Alba, besetzte die Moritzburg.

#### Dreißigjähriger Krieg
Im Dreißigjährigen Krieg zogen die Stadt Halle und die Moritzburg immer wieder Truppen an. Im Oktober 1625 besetzte Wallenstein die Stadt und die Festung. Nach der Niederlage von Breitenfeld zog sich Tilly, von den Schweden verfolgt, zunächst in die Moritzburg zurück. Im September 1631 erschien der Schwedische König Gustav Adolf vor Halle und konnte die Stadt und die Moritzburg kampflos für längere Zeit besetzen. Mit dem Frieden von Prag (1635) erkannte der Kaiser den Herzog August von Sachsen-Weißenfels als neuen Erzbischof an. Während einer erneuten Belagerung durch die Schweden brach am 6. Januar 1637 ein Feuer in der Burg aus. Die gesamten oberen Stockwerke der West- und Nordseite sowie die Kapelle wurden zerstört. Die Besatzung kapitulierte daraufhin.
Am 19. März 1639 sprengten sächsische Truppen die Südwest-Bastion mit einer am Fundament angebrachten Mine um die jetzt schwedische Besatzung zur Aufgabe zu zwingen, was drei Tage später dann auch geschah. August, der Sohn des sächsischen Kurfürsten wurde daraufhin als Erzbischof eingesetzt. Er setzte bei seinem Vater Johann Georg von Sachsen durch, dass die sächsischen Truppen die Festung räumten, um der Burg ihre strategische Anziehungskraft zu nehmen. Ein Neutralitätsvertrag zwischen August und den Schweden hielt den weiteren Krieg von Halle ab. Die Moritzburg wurde nicht wieder aufgebaut, nur die Kapelle wurde später zum Teil rekonstruiert, so dass sie wieder für Gottesdienste nutzbar war.

#### Übergang an Brandenburg / Preußen

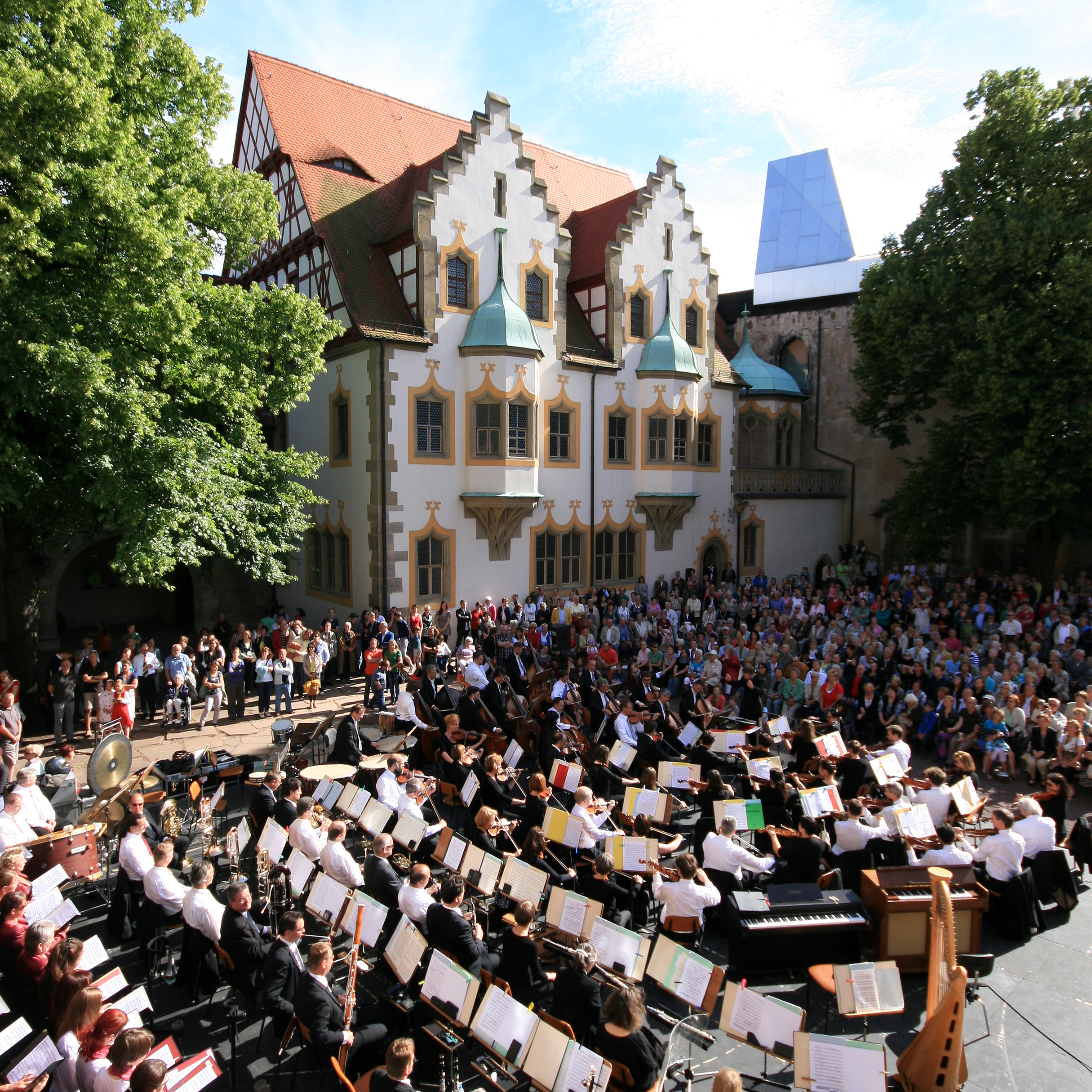
Talamt auf der Südseite des Hofs bei Konzert der Staatskapelle Halle

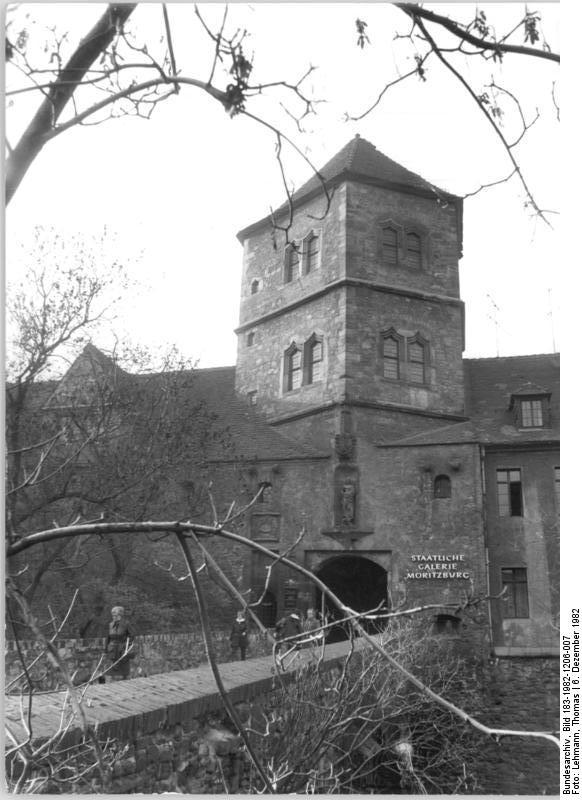
Burgtor, Dezember 1982

Mit dem Tod Augusts im Jahr 1680 fiel Halle durch die Bestimmungen des Westfälischen Friedens an Brandenburg. 1686 erhielten die in Halle angesiedelten Hugenotten für ihre Gottesdienste die Kapelle im Torturm der Moritzburg. Am 26. Oktober 1690 konnte die Gemeinde die Magdalenenkapelle in Besitz nehmen.
Im Jahr 1717 bekam das preußische Anhaltische Regiment mit etwa 3.500 Soldaten die Moritzburg. Vor der Anlage entstand ein Paradeplatz, auf dem der Feldherr Fürst Leopold von Anhalt-Dessau, der „Alte Dessauer“, die Soldaten drillte.
Sowohl im Siebenjährigen Krieg als auch in den Befreiungskriegen diente die Moritzburg als Lazarett. Die Gewölbe wurden später an eine Bierbrauerei verpachtet und die Kapelle, von der französischen Gemeinde bis 1808 genutzt, diente als Lagerhalle. Der preußische Staat kaufte die Ruine für 24.800 Taler in den Jahren 1847 bis 1852 von den Pächtern zurück.
Ein für die Geschichte der Denkmalpflege interessantes Projekt war der geplante Neubau der Anlage für die Universität in der Stadt Halle von Karl Friedrich Schinkel. Der Plan scheiterte jedoch an den Kosten.
Bis 1900 hat sich der bauliche Zustand der Anlage bedrohlich verschlechtert. 1897 trat der preußische Staat den Ost-, Süd- und Westflügel an die Stadt für das 1885 gegründete Städtische Museum für Kunst und Kunstgewerbe ab. Durch Spenden der halleschen Bürger wurden zwischen 1901 und 1913 das Talamt, der südliche Wehrgang, der Torturm und die Südbastion für ein Museum ausgebaut und neu errichtet. Seit 1904 waren Teile der Moritzburg zweiter Ausstellungsort des Städtischen Kunstmuseums am Großen Berlin. Seit 1921 befinden sich alle Sammlungen und Ausstellungen in der Moritzburg.

#### Zweiter Weltkrieg bis heute

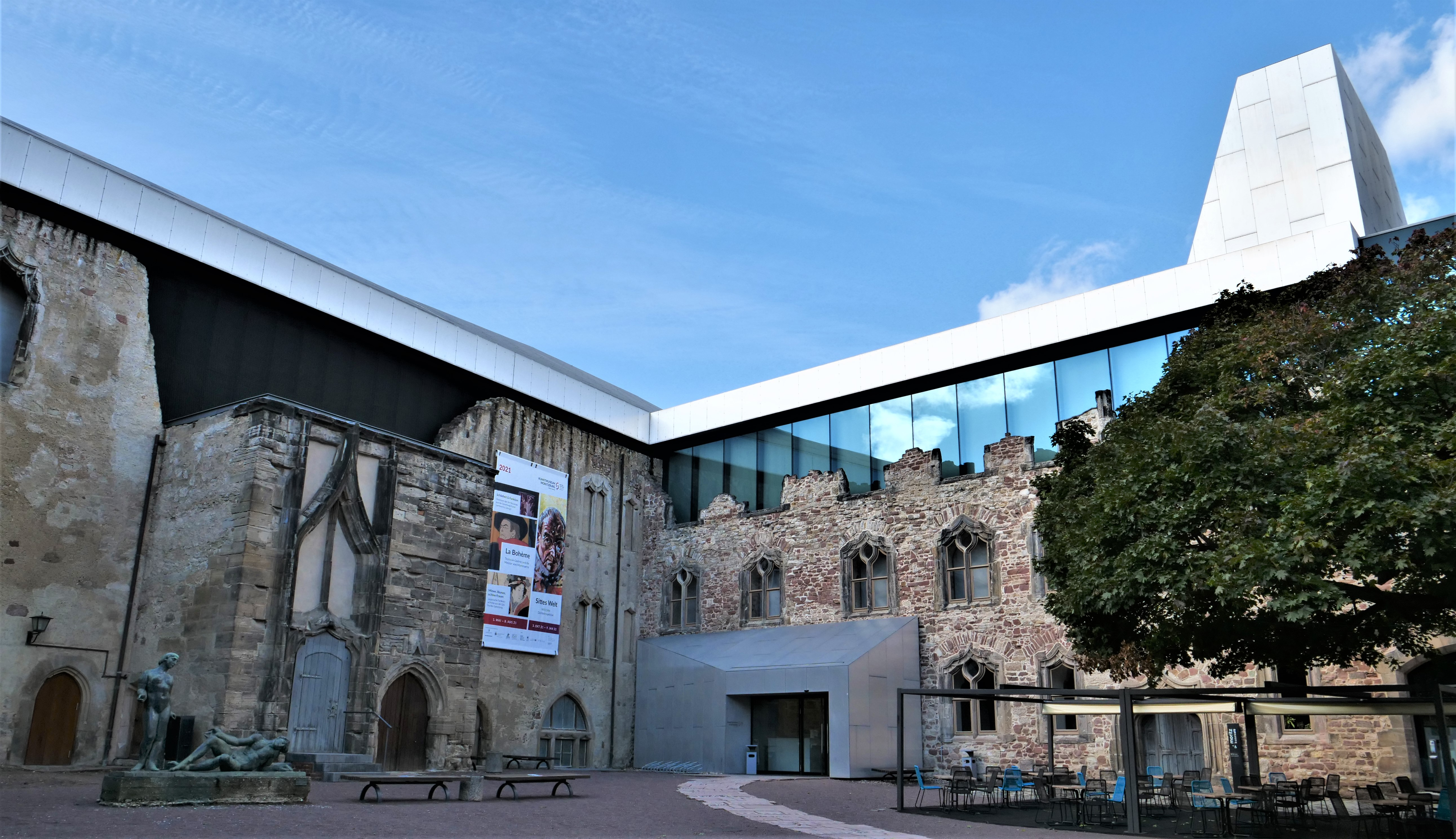
Hof und Eingang zum Kunstmuseum, Oktober 2021

Im Zweiten Weltkrieg dienten die tiefen Gewölbe der Anlage als Luftschutzbunker für die Bevölkerung und die Gauleitung der NSDAP. Im Keller wurden auch wertvolle Portale und Architekturteile eingelagert.
Von 1951 bis 1954 konnten die oberen Gewölbe des Westflügels ausgebaut werden. Im Süd- und Ostflügel verfügte das Kunstmuseum, die nunmehr sogenannte Staatliche Galerie Moritzburg Halle, über Ausstellungsräume. Im zweiten Untergeschoss des Westflügels entstanden von 1964 bis 1967 ein kleines Kammertheater und ein Restaurant. Das Fernsehtheater Moritzburg führte hier von 1965 bis 1990 knapp 270 Theaterstücke auf, die live ausgestrahlt wurden. Von 1972 bis 1973 entstand in der Nordost-Bastion ein Studentenclub – die Räumlichkeiten werden auch gegenwärtig noch als nun allgemein zugänglicher Veranstaltungsort von dem Unternehmen Turm event genutzt – und im Rundsaal der Südost-Bastion spielte lange Zeit das Kabarett Die Kiebitzensteiner.
Seit den 1990er Jahren wird die Moritzburg ausschließlich durch das Kunstmuseum Moritzburg Halle (Saale) genutzt und es finden dort fortwährend Rekonstruktionsarbeiten statt. Im Oktober 2003 wurde ein Architekturwettbewerb für den Neubau bzw. Erweiterungsbau der Ausstellungsräume im Nord- und Westflügel der Moritzburg ausgeschrieben (siehe Weblinks), den das spanische Architektenpaar Fuensanta Nieto und Enrique Sobejano gewann. Im Zuge der anschließenden erheblichen Umbauarbeiten erhielten die ehemalige Westflügelruine sowie der Nordflügel ein neues futuristisch anmutendes, aufgefaltetes Dach, womit das Museum neue Ausstellungsflächen gewann. Der Umbau wurde 2008 abgeschlossen. Am 8. Mai 2010 erhielt der expressive Ausstellungsflügel von Nieto Sobejano Arquitectos (Enrique Sobejano und Fuensanta Nieto) den BDA-Architekturpreis „Nike“ in der Kategorie „beste atmosphärische Wirkung“.

## Maria-Magdalenen-Kapelle

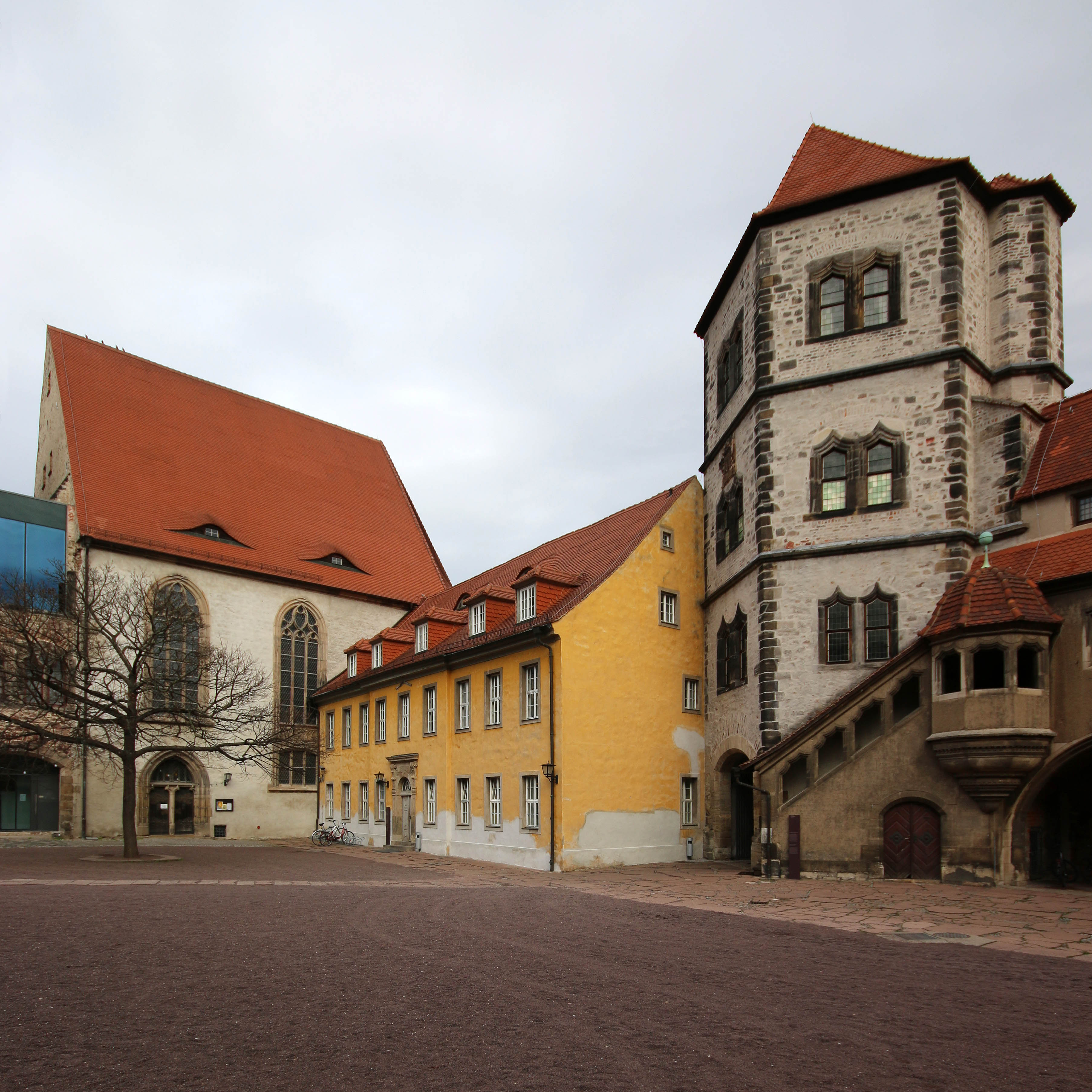
Burghof mit Maria-Magdalenen-Kapelle

Die Maria-Magdalenen-Kapelle ist das künstlerische Kleinod der Moritzburg. Das trotz des kleinen Grundrisses von 14 × 23 m und der Höhe von 15 m geräumig wirkende Innere steht mit seiner Gestaltung in der Tradition des obersächsischen spätgotischen Sakralbaus. Als Wandpfeilerkirche ausgebildet, erheben sich über dem auf Stichbogenarkaden ruhenden Emporenumgang frei stehende, die Gewölbe aufnehmende Rundpfeiler. Der Saalraum mit dreiseitigem Ostabschluss und emporenartigem Umgang befindet sich im östlichen Teil des Nordflügels.
An der Nordwand befindet sich die Gedenktafel für die Weihe 1514 mit dem Wappen des Kardinals Albrecht von Brandenburg flankiert vom heiligen Mauritius und der heiligen Maria Magdalena.
Ein eigens für die Kapelle entworfenes Wappen an der Westwand über der Empore, neben den Konsolenstein mit dem Zugang zum Bischofsstuhl, datiert die Fertigstellung für Erzbischof Ernst II. von Sachsen auf 1509, wenngleich die päpstliche Konfirmation erst Jahre später eintraf. In der Maria-Magdalenen-Kapelle wurde Anfang August 1513 das Herz des Erzbischofs Ernst zur letzten Ruhe gebettet. Die zunächst zur Heiltumskirche bestimmte Kapelle wurde von seinem Nachfolger dem Erzbischof Albrecht von Brandenburg großzügig ausgestattet. Ab seiner Ernennung zum Kardinal plante Erzbischof Albrecht eine großzügigere Kirche und stattete ab 1519 die Dominikanerkirche, den heutigen Halleschen Dom, als Stiftskirche aus.
1637 büßte die Maria-Magdalenen-Kapelle ihr Gewölbe ein, das – abgesehen von einer notdürftigen Instandsetzung nach dem Dreißigjährigen Krieg – erst von 1894 bis 1899, rekonstruiert wurde. Am 26. Oktober 1690 feierte die Hugenottengemeinde hier ihren ersten Gottesdienst, und 1705 wurde der erste Prediger der Französisch-Reformierten Gemeinde in Halle, Jean Vimielle, in der Kapelle bestattet.
Die baufällige Magdalenenkapelle war seit 1805 Heu- und Strohmagazin und nach der Schlacht bei Jena und Auerstedt 1806 Lazarett. Bei einer Besichtigung der Moritzburg 1817 war der preußische Kronprinz Wilhelm so beeindruckt, dass er zum Förderer des Wiederaufbaus der Burg wurde. Ab 23. Oktober 1822 wurde die Moritzburg mit der Maria-Magdalenen-Kapelle auch von den preußischen Baubehörden als Denkmal ausgewiesen.

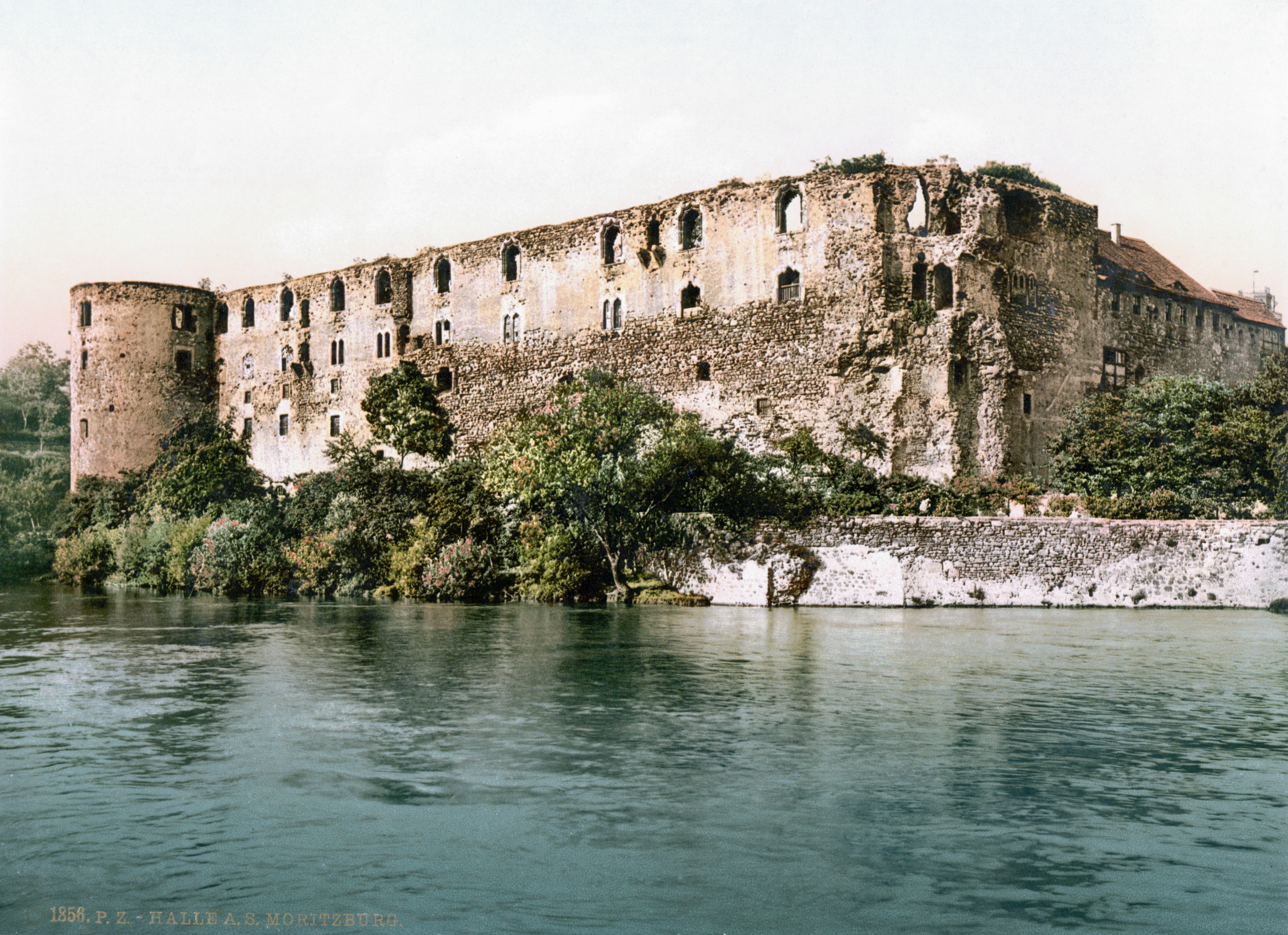
Die Moritzburg um 1900

Entwürfe für die Wiederherstellung und Neuausstattung der Kapelle gab es ab 1888. Aus Anlass des 200. Jahrestages der Universität (gegründet 1694) wurde sie in den Jahren 1898 bis 1899 zur Universitätskirche umgebaut. Die historisierende Ausmalung, die neugotische Ausstattung mit dem Kanzelaltar und die Orgel von Wilhelm Rühlmann 1899 stammen ebenfalls aus der Zeit der Wiederherstellung. Die Orgel besaß ursprünglich zwei Manuale und 12 Register. 1963 wurde die Orgel gereinigt und in ihrer Klangstruktur verändert. 1990 entschloss sich die Evangelisch-Lutherische Gemeinde zu einem Orgelneubau in dem vorhandenen, denkmalgeschützten Gehäuse; er wurde noch im selben Jahr geweiht.
Die drei Chorfenster sind im Stile des späten Historismus gestaltet. Anknüpfend an die Bildfenstertradition des 14. Jahrhunderts füllt ein reiches architektonisches Rahmenwerk die großen Fensteröffnungen. Waren das Kirchenwappen und die Weihetafel Zeugnisse aus der Gründerzeit der Kirche, so bot das neue Gewölbe Platz für 3 × 5 neue Wappenschilder. Die Schlusssteine im Ostjoch, Mitteljoch und Westjoch sind mit den Wappen der Hohenzollern, der halleschen Universität mit ihren Fakultäten und dem Wappen der Provinz Sachsen versehen.
Die Kapelle ist seit 1921 Gottesdienstort und Heimstatt der Evangelisch-Lutherischen Kirchengemeinde St. Maria-Magdalena, die zum Kirchenbezirk Sachsen-Thüringen der Selbständigen Evangelisch-Lutherischen Kirche gehört.

## Kunstmuseum Moritzburg Halle (Saale) – Kunstmuseum des Landes Sachsen-Anhalt

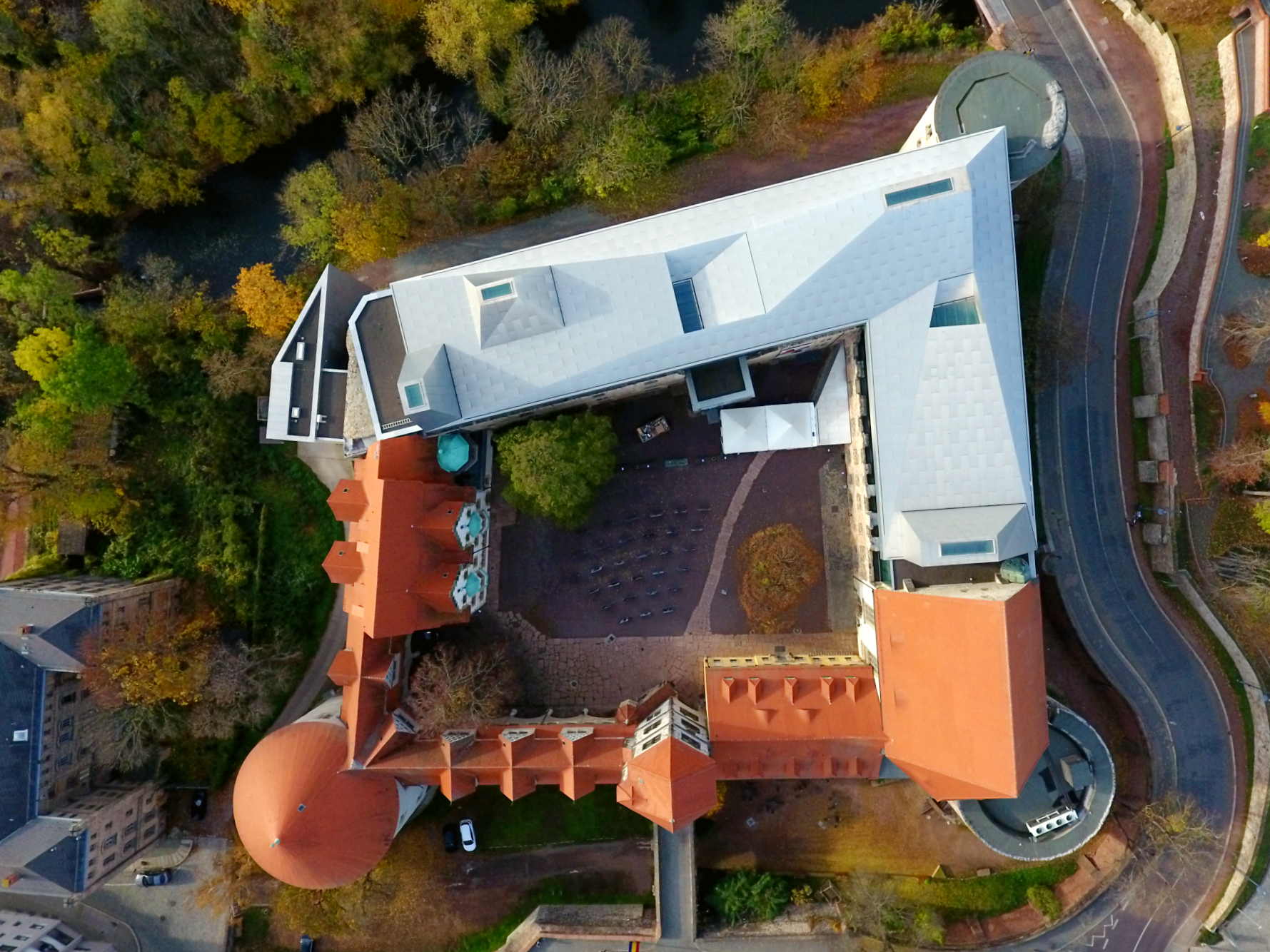
Die Moritzburg mit Museumsneubau von oben

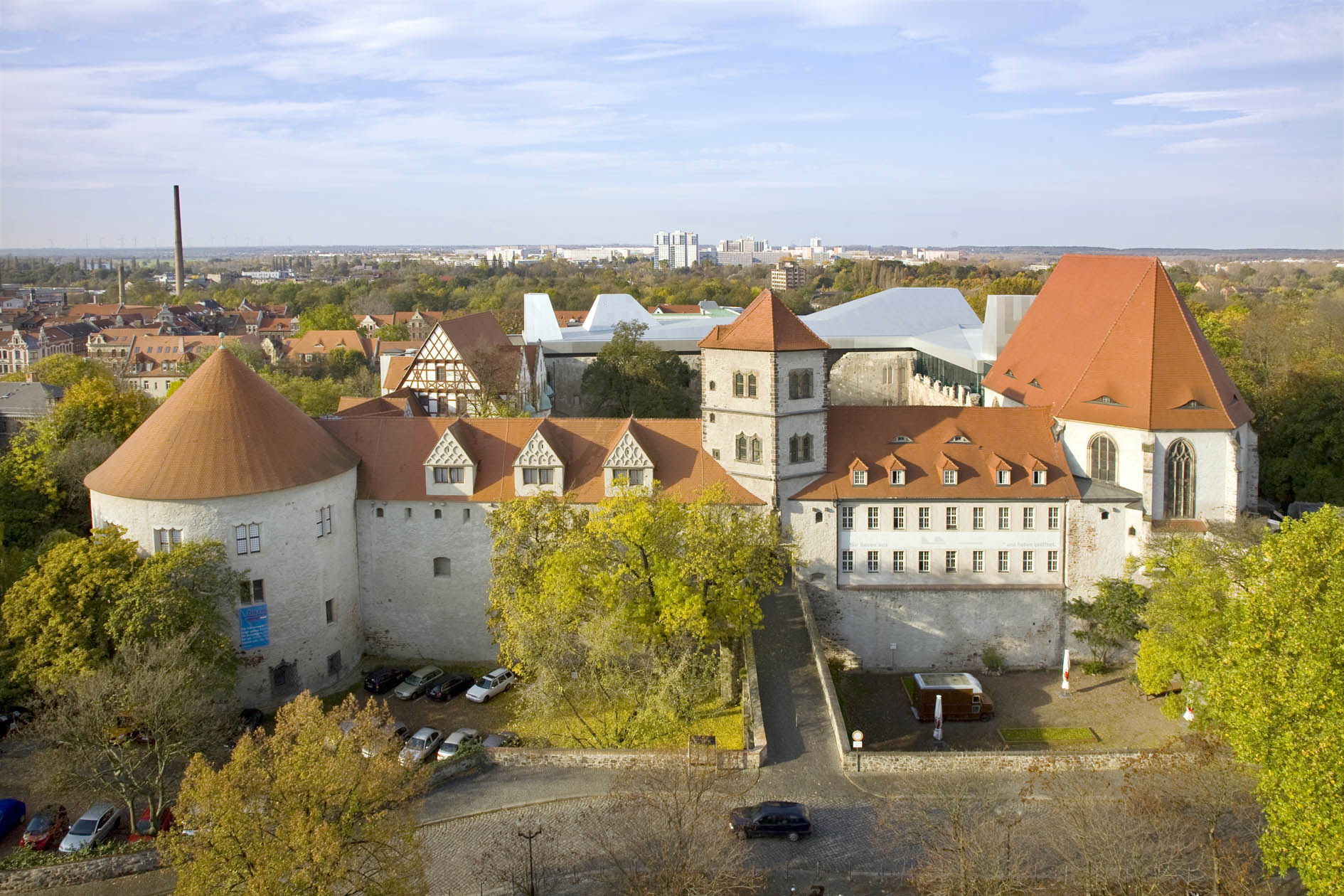
Ostseite und Haupteingang

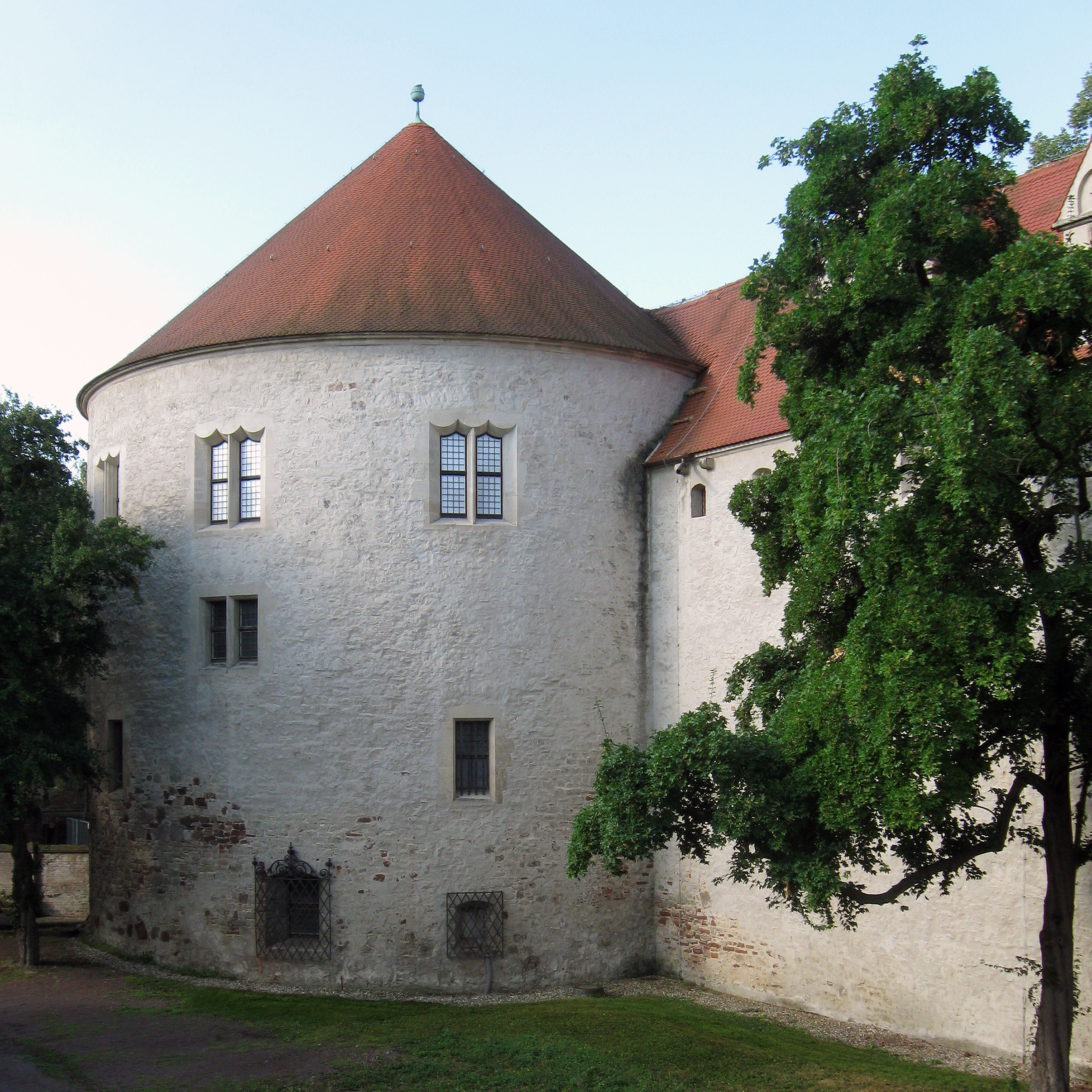
Südostturm mit Kuppelsaal

Das heutige Kunstmuseum Moritzburg Halle (Saale) wurde als Städtisches Museum für Kunst und Kunstgewerbe im Jahr 1885 im alten Eich- und Waagamt am Großen Berlin im Süden der historischen Altstadt Halles gegründet. Die kleine Gründungssammlung – zur Eröffnung umfasste sie 10 Gemälde – konnte bereits durch den ersten ehrenamtlich tätigen Kurator des Museums, Franz Otto, erweitert werden, unter anderem 1899 durch den Ankauf der Hellwegschen Südseesammlung und vor allem durch Schenkungen diverser Kunstsammler, wie zum Beispiel durch Adolph Thiem.
1904 wurde der zweite Standort des Museums in der Moritzburg eröffnet. Hierfür wurde im seit dem 17. Jahrhundert zerstörten Südflügel des Bauensembles ein historisierender Nachbau des ehemaligen Thalamts des Salzgrafen errichtet. Die beiden historischen Zimmer (Festzimmer und Gerichtszimmer) wurden original geborgen und in das Obergeschoss des Neubaus integriert. 1904 wurde das talamt in der Moritzburg als Museum eröffnet. Bis 1920 fungierten die Räume am Großen Berlin als Gemäldegalerie und die Räume im Talamt in der Moritzburg als Präsentation der kunsthandwerklichen Sammlung. Der erste professionelle Direktor von 1908 bis zum Ersten Weltkrieg war Max Sauerlandt. Er erweiterte maßgeblich die beiden Sammlungsstränge der bildenden und angewandten Kunst und legte den Fokus auf die zeitgenössische Kunst der Moderne. 1920 musste das Museum die Räumlichkeiten am Großen Berlin räumen. Seit 1921 sind sämtliche Sammlungen in der Moritzburg konzentriert und ausgestellt. 1924, unter der kommissarischen Leitung des Rektors der Burg Giebichenstein Paul Thiersch, erfolgte die das Museum prägende Erwerbung von 24 expressionistischen Werken aus der Sammlung Rosy Fischer. Unter der Leitung des Direktors Alois Schardt erhielt das Museum 1929 als eines der ersten überhaupt eine elektrische Beleuchtung. Unter Schardt erfolgte zudem der Ausbau der Gemäldesammlung u. a. durch ein repräsentatives Konvolut mit Arbeiten des russischen Konstruktivisten El Lissitzky.
1931 vollendete Charles Crodel im damaligen Gymnastiksaal der Universität, der heutigen Crodel-Halle, das Wandbild Wettlauf der Atalante und des Hippomenes (vollendet am 21. November 1931).
Für einen Auftrag der Stadt holte Schardt 1929 den Bauhausmeister Lyonel Feininger nach Halle, der sich sein Atelier im Torturm der Moritzburg einrichtete. Die berühmte Serie seiner Halle-Bilder wurde 1931 geschlossen für das Museum angekauft. Durch andere Erwerbungen, unter anderem von Franz Marc und Oskar Kokoschka, erarbeitete sich das Museum in der Moritzburg einen legendären Ruf.
Mit der Machtübernahme der Nationalsozialisten und der Diffamierung der Kunst der Moderne als „Entartete Kunst“ geriet diese Sammlung in Gefahr. Für die gleichnamige Propagandaschau in München und den späteren Verkauf ins Ausland wurde die Sammlung der klassischen Moderne beschlagnahmt. Damit verlor das Museum seine herausragenden Werke.
Von 1938 bis 1945 war der Kunstjournalist und NSDAP-Funktionär Robert Scholz Direktor des Museums.
Bereits im Juli 1945 beschloss der hallesche Magistrat, die ehemaligen Bestände zurückzuerwerben. Unter dem Nachkriegsdirektor des Museums, Gerhard Händler, gelangen bis 1949 bedeutende Erwerbungen. Am 7. Oktober 1948 eröffnete das Museum wieder offiziell. Mit der Auflösung der Landesgalerie Sachsen-Anhalt 1952 erhielt es den Namen Staatliche Galerie Moritzburg. 1996 erfolgte der Übergang des bisher kommunalen Museums in die Trägerschaft des Landes Sachsen-Anhalt. 2003 wurde es in eine Stiftung, die Stiftung Moritzburg – Kunstmuseum des Landes Sachsen-Anhalt, überführt, zu der 2006 die Lyonel-Feininger-Galerie in Quedlinburg hinzukam. Seit dem 1. Januar 2014 wird die nunmehr rechtlich unselbständige Stiftung Moritzburg von der Kulturstiftung Sachsen-Anhalt treuhänderisch verwaltet und firmiert das Museum unter dem Namen Kunstmuseum Moritzburg Halle (Saale).

### Sammlung der Gemälde

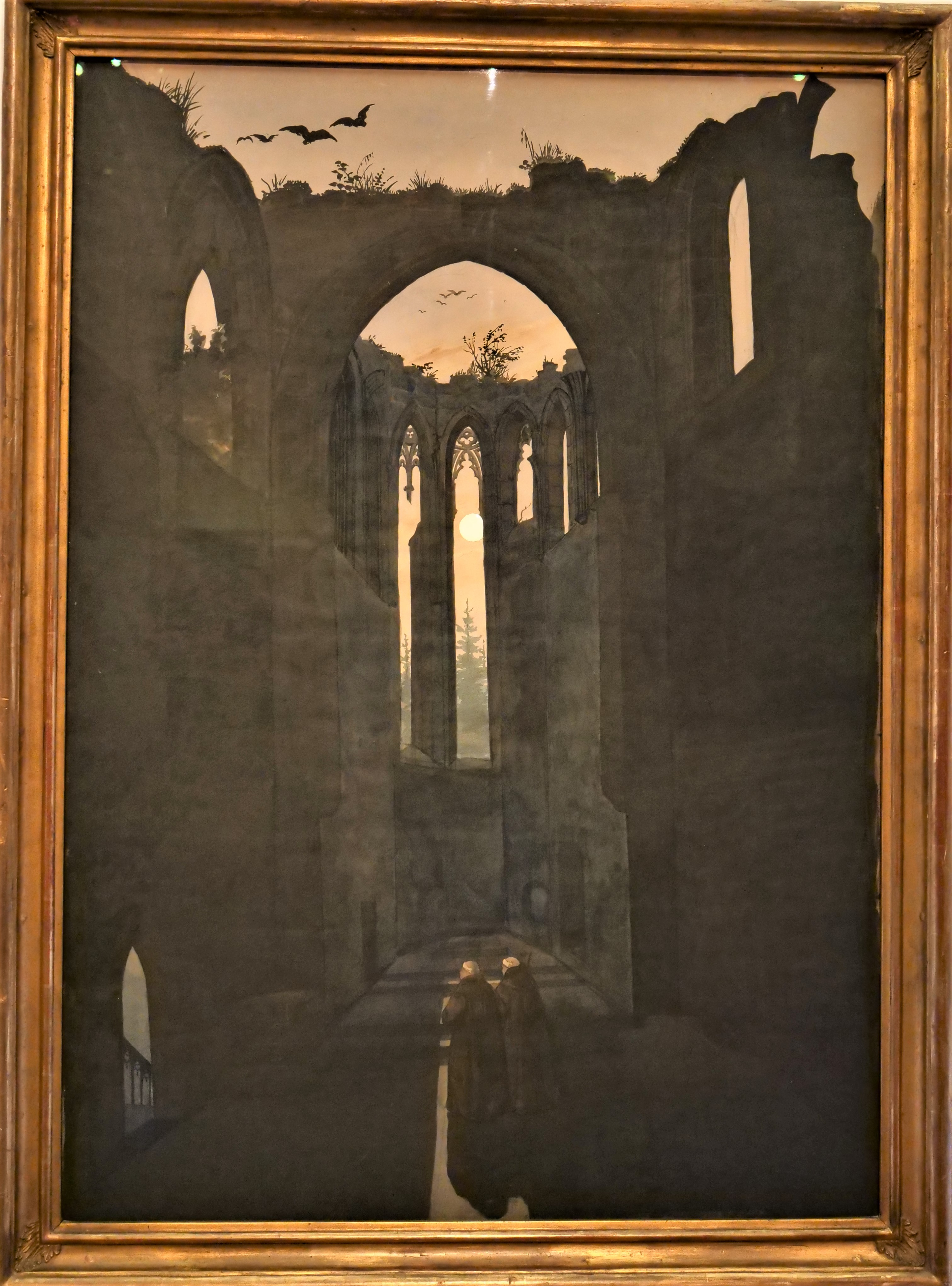
Caspar David Friedrich: Klosterruine Oybin (um 1810)

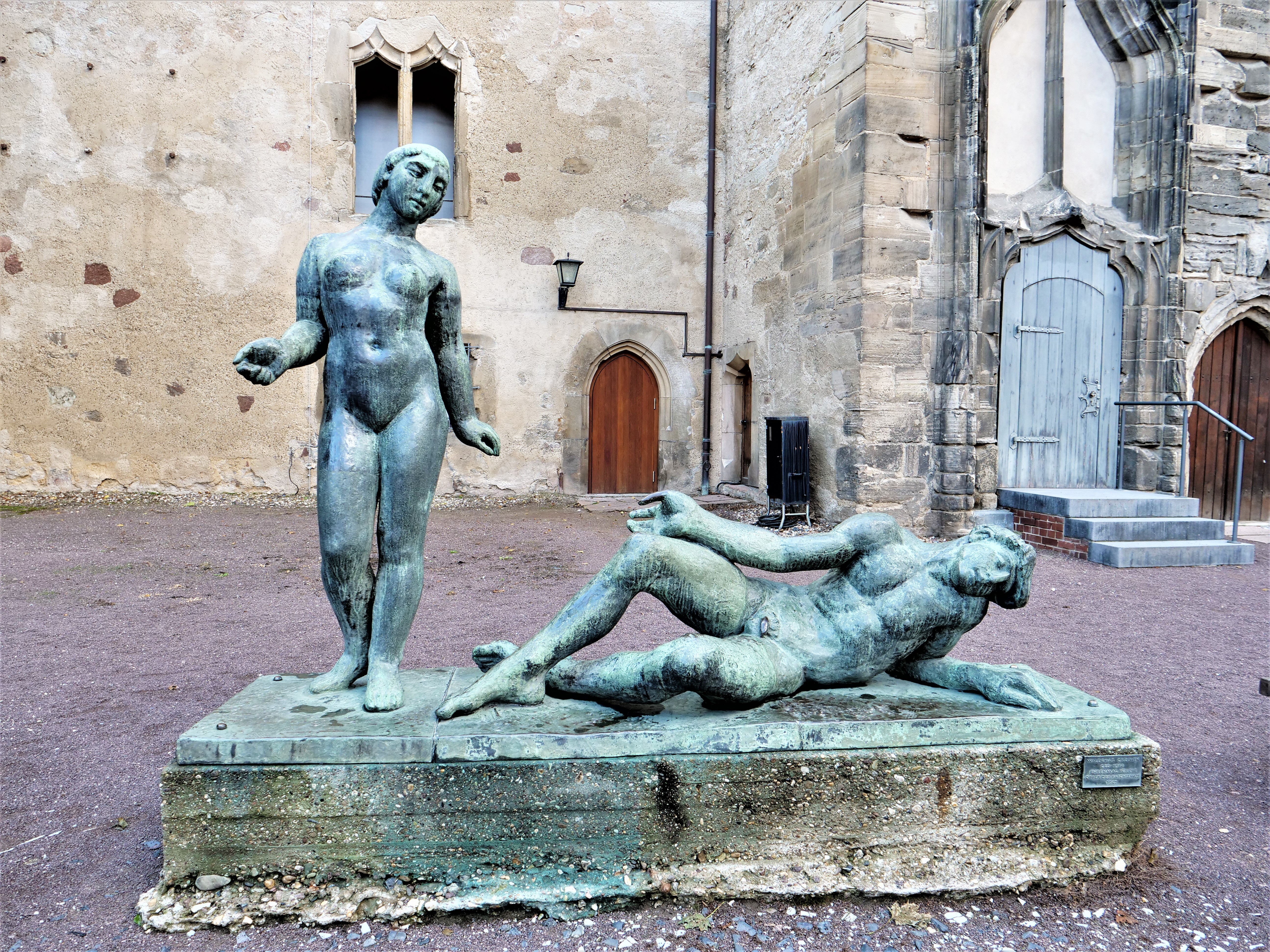
Im Burginnenhof: Ehrenmal für die Opfer des Faschismus (1947) von Waldemar Grzimek

Die Gemäldesammlung umfasst etwa 1800 Arbeiten. Neben den Schwerpunkten Expressionismus, sozialkritische Kunst, Kunst der DDR ist auch die Malerei des 19. Jahrhunderts vertreten. Das Museum besitzt darüber hinaus Werke der spätgotischen Kunst sowie der Malerei des 17. und 18. Jahrhunderts.
Am Geburtstag des halleschen Malers Albert Ebert am 26. April 2009 schenkte die Stiftung Moritzburg der Stadt Halle eine Kunstkammer für die Bilder des Malers. Das Kuratorium Albert Elbert übergab zwei Gemälde, die aus Privatbesitz erworben wurden, für das neue Kabinett.

### Grafisches Kabinett
Im Mittelpunkt steht die deutsche Grafik des 20. Jahrhunderts mit expressionistischer und konstruktivistischer Kunst. Arbeiten von Künstlern aus der DDR sind umfassend dokumentiert. Eine eigene Gruppe Bildhauerzeichnungen, Flugblätter des 15. bis 19. Jahrhunderts sind ein weiteres spezielles Sammelgebiet. Das Grafische Kabinett umfasst über 37.000 Werke.

### Sammlung Plastik
Diese Sammlung beinhaltet etwa 700 Werke vom Mittelalter bis zur Gegenwart. Schwerpunkt ist die figürliche deutsche Plastik des 20. Jahrhunderts. Arbeiten von Lehmbruck, Kolbe und Kogan wurden schon früh erworben. Werkgruppen und bedeutende Einzelwerke von Ernst Barlach, August Gaul, Max Klinger, Gerhard Marcks, Franz Marc und Wolfgang Mattheuer zeigen Strömungen und Tendenzen in der deutschen Bildhauerei. Daneben verfügt das Museum über einen guten Bestand mittelalterlicher Schnitzplastik aus dem mitteldeutschen Raum.

### Sammlung des Kunsthandwerks
Schon 1914 konnte eine kleine Qualitative Sammlung an venezianischen, holländischen und deutschen Gläsern, an rheinischen und mitteldeutschen Steinzeug, an französischen, holländischen und deutschen Fayencen sowie an Thüringer und Meißner Porzellan präsentiert werden. Ein Schwerpunkt der Sammlung sind hallesche Arbeiten. Der Kern der Sammlung der Goldschmiedekunst bilden Werke Hallescher Goldschmiede aus der Zeit um 1700.

### Landesmünzkabinett Sachsen-Anhalt
Das Landesmünzkabinett Sachsen-Anhalt ist seit 1950 eine eigenständige Abteilung der Galerie. Es wird ein Bestand von etwa 80.000 Münzen, Medaillen und Geldscheinen verwahrt. Besonderen Rang haben die Mansfelder Münzen und Medaillen, die Gepräge der Grafen zu Stolberg und die anhaltischen Münzen, Medaillen, Orden, Ehren- und Logenzeichen. Mehr als 4.000 Stücke belegen die Münz- und Geldgeschichte Brandenburg-Preußens.

### Sammlung Fotografie
Die Sammlung Fotografie durch die Schenkung des Nachlasses des Fotografen Hans Finsler 1986 gegründet. Sammelgebiet ist künstlerische Fotografie der klassischen Moderne und der Gegenwart.
Das Kunstmuseum Moritzburg Halle (Saale) zeigt wechselnde Ausstellungen vornehmlich zur zeitgenössischen bildenden Kunst und zum gegenwärtigen Kunsthandwerk sowie zur klassischen Moderne.

### Leitung
Direktorin und Vorstand der Stiftung Moritzburg war bis zu ihrem Rücktritt zum 1. Januar 2013 (bekanntgegeben auf der Sitzung des Stiftungsrates am 19. Dezember 2012) die promovierte Kunsthistorikerin Katja Schneider-Stief. Der Stellvertreter der Direktorin und Leiter der Sammlungen in der Stiftung Moritzburg, Michael Freitag, übernahm daraufhin interimsweise die künstlerische Verantwortung. Seit 1. März 2014 ist Thomas Bauer-Friedrich, ehemals Kurator am Chemnitzer Museum Gunzenhauser, Direktor des Kunstmuseums des Landes Sachsen-Anhalt.

## Allgemeines
Die Moritzburg war die letzte der in großer Zahl gebauten Burgen entlang der Saale. Die Stadt Halle besitzt mit der Burg Giebichenstein und der Moritzburg die älteste und die jüngste aller Saaleburgen.
Die Stiftung Moritzburg Halle (Saale) – Kunstmuseum des Landes Sachsen-Anhalt wurde in das im Jahr 2001 erschienene Blaubuch aufgenommen. Dieses ist eine Liste national bedeutsamer Kultureinrichtungen in Ostdeutschland und umfasst eine wechselnde Anzahl sogenannter kulturelle Leuchttürme, die in der Konferenz Nationaler Kultureinrichtungen assoziiert sind.
Die Moritzburg ist zusammen mit der Marktkirche Unser Lieben Frauen und den Franckeschen Stiftungen eine von drei Stationen des Lutherweges Sachsen-Anhalt in Halle.

## Sonderausstellungen (Auswahl)
- 2016/2017: Gewebte Träume – Der Bildteppich in Mitteldeutschland. Reflexionen auf Jean Lurçat. Katalog.
- 2018/2019: Gustav Klimt, anlässlich des 100. Todesjahrs des Künstlers.
- 2019: Die Stille im Lärm der Zeit, Meisterwerke aus der Sammlung Ziegler, Kunstmuseum Mülheim an der Ruhr.
- 2020/2021: Karl Lagerfeld. Fotografie. Die Retrospektive.
- 2021/2022: Sittes Welt – Willi Sitte: Die Retrospektive, anlässlich des 100. Geburtstags des Künstlers.